# 켄 섐록
케네스 웨인 킬패트릭(Kenneth Wayne Kilpatrick, 1964년 2월 11일 ~ )은 켄 섐록(Ken Shamrock, 영어 발음: /ˈʃæmrɒk/)으로 활동하는 미국의 프로레슬링 선수, 종합격투기 선수, 배우이다.

## 수상
- 판크라스 초대 챔피언
- UFC 슈퍼파이트 챔피언
- WWE 인터컨티넨탈 챔피언 1회
- WWE 월드 태그팀 챔피언 (구 버전) 1회
- WWE 킹오브더링 1998 우승
- NWA 월드 헤비웨이트 챔피언 1회
- 2020년 TNA 명예의 전당 헌액자